# Державний кордон Лівану

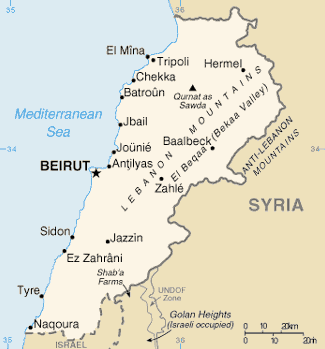
Карта Лівану

Державний кордон Лівану — державний кордон, лінія на поверхні Землі та вертикальна поверхня, що проходить по цій лінії, що визначають межі державного суверенітету Лівану над власними територією, водами, природними ресурсами в них і повітряним простором над ними.

## Сухопутний кордон
Загальна довжина кордону — 484 км. Ліван межує з 2 державами. Уся територія країни суцільна, тобто анклавів чи ексклавів не існує.
Ділянки державного кордону
| Держава | Ділянка       | Довжина (км) | Прикордонні регіони | Примітки |
| ------- | ------------- | ------------ | ------------------- | -------- |
| Ізраїль | південь       | 81           |                     |          |
| Сирія   | північ і схід | 403          |                     |          |

## Морські кордони
Ліван на заході омивається водами Середземного моря Атлантичного океану. Загальна довжина морського узбережжя 225 км. Згідно з Конвенцією Організації Об'єднаних Націй з морського права (UNCLOS) 1982 року, протяжність територіальних вод країни встановлено в 12 морських миль (22,2 км).

## Спірні ділянки кордону
Ліван має спірний з Ізраїлем кордон.